# Galeota

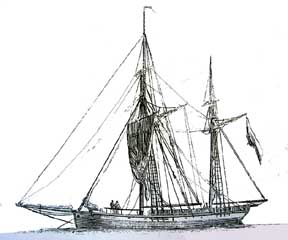
Galeota

Galeota je typ španělských lodí o něco větší než lodě typu brigantina. Mohly dosahovat délky až 60[zdroj⁠?!] metrů. Jejich obvyklým útočným vybavením byly kanóny, které se někdy nacházely i na přídi a zádi. Jejich primárním cílem byly pobřežní operace a ochrana přístavů.
Původně se jednalo o středomořskou plachetní a veslařskou loď, příbuznou s galérou. Následně název galeota začal v severní Evropě označovat typ čistě plachetního plavidla, které se objevilo v Nizozemí a rozšířilo se v 17. - 18. století v rybářských a vojenských flotilách zemí ležících u Baltského a Severního moře. Galeoty byly používány především pro pobřežní plavbu.